# Canton de Bidache
Le canton de Bidache est une ancienne division administrative française, située dans le département des Pyrénées-Atlantiques et la région Aquitaine.

## Composition
Le canton regroupe 7 communes :
- Arancou
- Bardos
- Bergouey-Viellenave
- Bidache
- Came
- Guiche
- Sames

Ce canton a la particularité d'être composé de communes charnègues. En effet, six communes sont gascophones (Bergouey-Viellenave, Bidache, Came, Guiche et Sames) et une est bascophone (Bardos).

## Histoire
- En 1790, le canton de Bidache ne comptait que la commune de Bidache et dépendait du district d'Ustaritz[1].

- De 1833 à 1848, les cantons de Bidache et de La Bastide avaient le même conseiller général. Le nombre de conseillers généraux était limité à 30 par département[2].

## Représentation

### Conseillers généraux de 1833 à 2015
| Période                | Identité                                          | Parti                    | Qualité |
| ---------------------- | ------------------------------------------------- | ------------------------ | --- |
| 1833-1834 (démission)  | Casimir d'Angosse                                 |                          | Ancien Sous-Préfet, ancien député (1827-1831) |
| 1834-1835 (démission)  | Pierre Victor Duséré (1780-1847)                  |                          | Avocat à Bayonne |
| 1835-1839              | Antonin Dirassen (1771-1858)                      |                          | Juge de paix du canton de Bidache |
| 1839-1848              | Michel Charles Chégaray                           | Majorité gouvernementale | Procureur général près la Cour de Rennes puis avocat général près la Cour de Cassation Député (1837-1848, 1849-1851) |
| 1848-1858 (décès)      | Antoine Charles Adrien Dabbadie (1811-1858)       |                          | Juge de paix à Bidache |
| 1859-1871              | Antoine X Duc Agénor de Gramont Prince de Bidache | Droite                   | Diplomate, Ministre des Affaires Etrangères (1870) |
| 1871-1883              | Bernard Celhabe                                   | Droite                   | Maire de Bardos (1878-1881) |
| 1883-1889 (décès)      | Alphonse Dassen                                   | Républicain              | Médecin, propriétaire à Bidache |
| 1890-1895              | Duc Agénor de Gramont                             | Droite                   | Propriétaire à Paris |
| 1895-1898 (décès)      | Léon Dajas                                        | Républicain              | Juge de paix, médecin, propriétaire à Bardos |
| 1898-1938 (décès)      | André Mendiondo                                   | RG                       | Médecin, maire de Bidache |
| 1938-1940              | Pierre Damestoy (1891-1974)                       | Rad.                     | Cultivateur Maire de Bardos (?-1960), conseiller d'arrondissement Nommé conseiller départemental en 1943 |
|                        |                                                   |                          | |
| 1945-1958              | Pierre Damestoy                                   | Rad.                     | Vétérinaire Maire de Bardos |
| 1958-1964              | Jean Léon Salagoïty                               | MRP                      | Maire de Came (1945-1973) |
| 1964-1970 (annulation) | Vincent Pochelu (1901-1975)                       | SE-UDR                   | Maire de Bidache |
| 1970-1973 (décès)      | Jean Léon Salagoïty                               | CD                       | Maire de Came |
| 1973-1975 (décès)      | Vincent Pochelu                                   | DVD-UDR                  | maire de Bidache |
| 1976-1982              | Maurice Baraton                                   | UDF-CDS                  | Maire de Came (1973-1983) |
| 1982-2015              | Jean-Jacques Lasserre                             | UDF puis MoDem           | Exploitant agricole, maire de Bidache conseiller régional Président du conseil général (2001-2008) Vice-président du conseil général jusqu'en 2011 Sénateur (2011-2017) Elu en 2015 dans le Canton du Pays de Bidache, Amikuze et Ostibarre |

### Conseillers d'arrondissement (de 1833 à 1940)
| Période                                  | Période | Identité                    | Étiquette   | Qualité |
| ---------------------------------------- | ------- | --------------------------- | ----------- | --- |
| 1833                                     | 1842    | François Dabbadie           |             | Maire de Bidache                                                                                            |
| 1842                                     | 1848    | Bernard Lapébie (1792-1855) |             | Notaire, maire de Bidache                                                                                   |
|                                          |         |                             |             | |
| 1886                                     | 1895    | Léon-Joseph Dajas           | Républicain | Juge de paix, médecin, propriétaire à Bardos                                                                |
|                                          |         |                             |             | |
| 1898                                     |         | M. Lataille                 |             | |
|                                          |         |                             |             | |
| 1928                                     | 1938    | Pierre Damestoy             | Radical     | Cultivateur, maire de Bardos                                                                                |
| 19 juin 1938                             | 1940    | François Lasséguette        | Républicain | Médecin, propriétaire à Came                                                                                |
| 1940                                     |         |                             |             | Les conseils d'arrondissement ont été suspendus par la loi du 12 octobre 1940 et n'ont jamais été réactivés |
| Les données manquantes sont à compléter. |         |                             |             | |

## Démographie
| 1962  | 1968  | 1975  | 1982  | 1990  | 1999  | 2006  | 2011  | 2012  |
| ----- | ----- | ----- | ----- | ----- | ----- | ----- | ----- | ----- |
| 4 669 | 4 287 | 4 087 | 4 176 | 4 222 | 4 355 | 5 098 | 5 600 | 5 850 |